# ADM 에너지
ADM 질량(영어: ADM質量) 또는 ADM 에너지(영어: ADM energy)는 ADM 형식에서 자연스럽게 등장하는 일종의 해밀토니언의 값이다.

## 정의
{\displaystyle \mathbb {R} ^{4}} 위의, 로런츠 부호수의 계량 {\displaystyle g_{\mu \nu }}가 주어졌다고 하고, 또한 계량 텐서가 공간의 무한에서 점근적으로 평탄하다고 가정하자.
이에 따라,
{\displaystyle g_{\mu \nu }=\eta _{\mu \nu }+h_{\mu \nu }}
를 정의하자. 그렇다면, 그 ADM 질량은 다음과 같다.:(5.1):252–253:595, (5.13), §5.2.1
{\displaystyle M={\frac {1}{16\pi G}}\lim _{r\to \infty }\oint _{r}(\delta ^{ij}\partial _{i}h_{jk}-\delta ^{ij}\partial _{k}h_{ij}){\hat {n}}^{k}\;{\sqrt {\gamma ^{(2)}}}\mathrm {d} x^{2}}
여기서
- {\displaystyle \textstyle \oint _{r}}은 원점에서 반지름이 {\displaystyle r}인 구면에 대하여 계산되는 적분이다.
- {\displaystyle {\hat {n}}^{k}}는 구면에 대한 수직 단위 벡터이다.
- {\displaystyle \textstyle {\sqrt {\gamma ^{(2)}}}\;\mathrm {d} x^{2}}는 구면의 넓이 원소이다.
- 계수 {\displaystyle 1/(16\pi )}는 슈바르츠실트 계량의 질량과 비교하여 고정된 것이다.

마찬가지로, ADM 운동량(ADM運動量, 영어: ADM momentum)을 정의할 수 있으며, 다음과 같다.:(5.2)
{\displaystyle P^{i}=-{\frac {1}{8\pi G}}\lim _{r\to \infty }\oint _{r}\delta _{jk}\pi ^{ij}{\hat {n}}^{k}\;{\sqrt {\gamma ^{(2)}}}\mathrm {d} x^{2}}
고차원 시공간에서도 마찬가지 정의가 가능하다.

## 성질
ADM 에너지-운동량 {\displaystyle P^{\mu }}는 점근적 로런츠 변환에 대하여 4차원 벡터로 변환한다.:§5.2

### 존재 조건
만약 계량이 공간의 무한에서 점근적으로 평탄하지 않다면 (예를 들어, 우주 상수가 존재한다면), 위 적분들은 수렴하지 않을 수 있다.
구체적으로, {\displaystyle D>2}차원 리만 다양체 {\displaystyle (\Sigma ,g)}가 주어졌으며, {\displaystyle \Sigma }는 유클리드 공간의 부분 집합
{\displaystyle \mathbb {R} ^{D}\setminus \operatorname {ball} (0,1;\mathbb {R} ^{D})}
와 미분 동형이라고 하자 ({\displaystyle \operatorname {ball} (0,1;\mathbb {R} ^{D})}는 {\displaystyle \mathbb {R} ^{D}} 속의 단위 초구). 즉, 이 경우 위 미분 동형 사상에 의하여 좌표계 {\displaystyle (x^{i})_{i=1,\dots ,D}} 및 함수 {\displaystyle r={\sqrt {\delta _{ij}x^{i}x^{j}}}}를 정의할 수 있다. {\displaystyle (\Sigma ,g)}의 ADM 질량이 유한하게 존재할 충분 조건은, 다음 부등식들을 만족시키는 상수 {\displaystyle \alpha }가 존재하는 것이다.:595, (5.14), §5.2.1
{\displaystyle |g_{ij}-\delta _{ij}|\in O\left(r^{-\alpha }\right)\qquad \forall i,j\in \{1,\dots ,D\}}
{\displaystyle |\partial _{k}g_{ij}|\in O(r^{-\alpha -1})\qquad \forall i,j,k\in \{1,\dots ,D\}}
{\displaystyle R\in \operatorname {L} ^{1}(\Sigma ;\mathbb {R} )}
{\displaystyle \alpha >{\frac {D-2}{2}}}
여기서 {\displaystyle \alpha }는 인 임의의 상수이며, {\displaystyle R\colon \Sigma \to \mathbb {R} }는 스칼라 곡률 함수이며, {\displaystyle \operatorname {L} ^{1}(\Sigma ;\mathbb {R} )}는 {\displaystyle \Sigma } 위의 절댓값 적분 가능 실함수들의 집합(즉, Lp 공간의 특수한 경우)이다.

### 양 에너지 정리
양 에너지 정리(陽energy定理, 영어: positive-energy theorem)에 따르면, 다음이 성립한다.
- ① 우세 에너지 조건을 만족시키고, ② 점근적으로 평탄한 4차원 시공간의 ADM 에너지는 음이 아닌 실수이며,
- ①과 ②를 만족시키며, ③ ADM 에너지가 0인 4차원 시공간은 민코프스키 공간 밖에 없다.

#### 리만-펜로즈 부등식
점근적으로 평탄한 3차원 리만 다양체 {\displaystyle (\Sigma ,\gamma )}가 주어졌다고 하고, (시간 불변 시공간으로 간주하였을 때) 그 ADM 질량이 {\displaystyle m}이라고 하자. 또한, {\displaystyle \Sigma }의 극소 곡면 가운데 제일 바깥에 있는 것의 넓이가 {\displaystyle A}라고 하자. (이러한 극소 곡면은 연결 공간이 아닐 수 있다.) 그렇다면, 리만-펜로즈 부등식(Riemann-Penrose不等式, 영어: Riemann–Penrose inequality)에 따르면, 다음이 성립한다.
{\displaystyle Gm\geq {\sqrt {A/16\pi }}}
이는 양 에너지 정리의 일반화이다.

## 역사

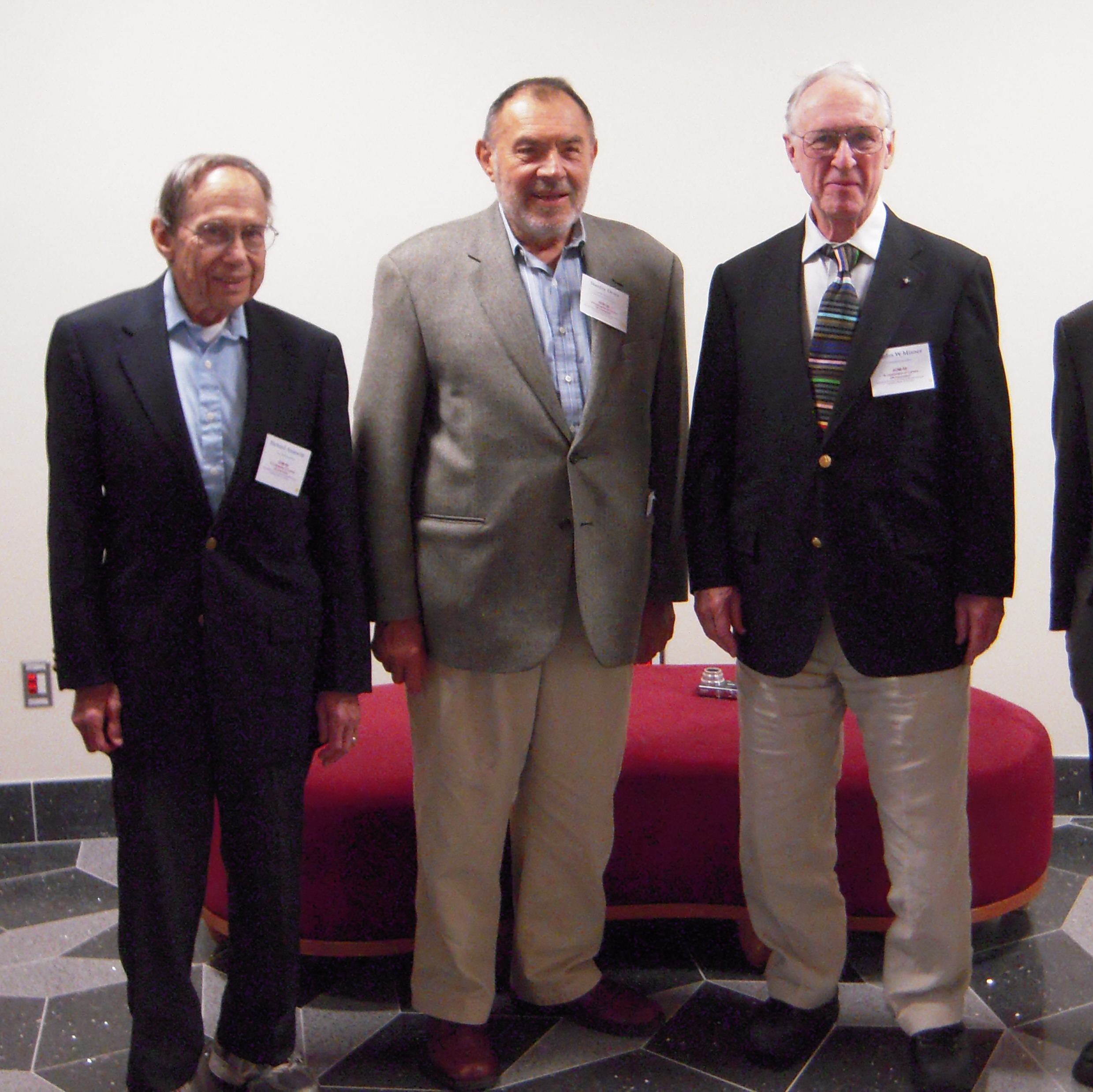
아노윗 (左) · 데세르 (中) · 미스너 (右). 2009년 사진

리처드 루이스 아노윗(영어: Richard Lewis Arnowitt, 1928~2014) · 스탠리 데세르(폴란드어: Stanley Deser, 1931~) · 찰스 미스너(영어: Charles W. Misner, 1932~)가 1959년~1961년에 도입하였다.
양 ADM 에너지 정리는 1979년에 리처드 멜빈 셰인(영어: Richard Melvin Schoen)과 야우싱퉁이 최초로 증명하였다. 이후 1981년에 에드워드 위튼이 순간자를 통한 새 증명을 제시하였고, 이듬해에 토머스 파커(영어: Thomas Parker)와 클리퍼드 헨리 토브스(영어: Clifford Henry Taubes)가 위튼의 증명을 수학적으로 엄밀하게 보완하였다.
리만-펜로즈 부등식은 1973년에 로저 펜로즈가 물리학을 사용하여 추측하였으며, 2001년에 휴버트 루이스 브레이(영어: Hubert Lewis Bray) · 게르하르트 후이스켄(독일어: Gerhard Huisken, 1958~) · 톰 일매넌(영어: Tom Ilmanen, 1961~)이 수학적으로 엄밀히 증명하였다.